# Hakadal (stacja kolejowa)
Hakadal – stacja kolejowa w Hakadal, w regionie Akershus w Norwegii, jest oddalona od Oslo Sentralstasjon o 32,07 km. Jest położona na wysokości 99,2 m n.p.m. Stacja bez obsługi.

## Ruch pasażerski
Leży na linii Gjøvikbanen. Jest elementem  kolei aglomeracyjnej w Oslo - w systemie SKM ma numer  300.  Obsługuje Oslo Sentralstasjon, Gjøvik. Pociągi odjeżdżają w obu kierunkach co pół godziny; nie wszystkie pociągi zatrzymują się na wszystkich stacjach. 

## Obsługa pasażerów
Poczekalnia, parking, przystanek autobusowy. Odprawa podróżnych odbywa się w pociągu.